# トム・パリス
トーマス・ユージン・パリス(Thomas Eugene Paris)は、『スタートレック:ヴォイジャー』（通称VOY）に登場する人物の一人。通称トム・パリスまたはパリス。ロバート・ダンカン・マクニール(Robert Duncan McNeill)が演じた。日本語版の吹き替えは森川智之。

## 経歴
提督の父を持つ宇宙艦隊の士官で、父のほかにも提督が数多い家系に生まれた自身も宇宙艦隊に進む。しかし、親の期待から重圧を感じてついてゆくことができず、また、自分の落ち度による事故で同僚を死なせたこともあり、反カーデシア組織「マキ」に参加したが、マキとして初めての活動時に逮捕され、ニュージーランドにある惑星連邦の刑務所に収監されていた。
VOY第1話でキャスリン・ジェインウェイ艦長が、バッドランドで行方不明となったマキの宇宙船を捜索する任務に向かう際、操縦技術とマキの情報に詳しい者が必要とされたため、ジェインウェイに拾われてこの任務かぎりのオブザーバーとしてU.S.S.ヴォイジャーに乗り組む。だが直後にヴォイジャーが管理者（ケアテイカー）により、銀河系の反対側であるデルタ宇宙域に飛ばされる大事故に遭遇し、主任操舵士官のスタディ大尉が死亡したためヴォイジャーを操縦することになる。なおエンタープライズは大型艦であるため、ブリッジの先頭には操縦士とOPS（オペレーション管理）の2人が座るが、ヴォイジャーは中型艦であるため、操縦士にしか席がない。
また、このデルタ宇宙域に飛ばされた際の大規模な損傷により、医療部長ドクター・フィッツジェラルド少佐以下医療部の士官全員が殉職したため、緊急用医療ホログラム（EMH、ドクター）を常時稼働させることになるが、艦内では他に医療資格を取っている者としては、宇宙艦隊アカデミーで医学（生化学）を2単位取っていただけだったパリスだけだったため、ドクターの助手も勤めることになる。といっても本格的な治療はできず、測定機の操作や投薬程度で、デルタ宇宙域で拾われたケスが看護師としての腕を上げてからは、ケスがほとんどその役目を負う（ただしそのケスも第4シーズン初期に退艦する）。
性格はいい加減で気分屋なところがあり、遅刻も多い（この癖を利用してチャコティと諍いを起こしてヴォイジャーを退艦したように偽装し、ケイゾンに内通したスパイを炙り出す場面もある）が、パイロットとしての腕は確かである。第31話「限界速度ワープ10 — THRESHOLD」では艦隊史上初、トランスワープ航法でのワープ10を経験する。（実際にはワープ10の影響によるDNA変化が起こっており成功と言えるかは議論の余地がある）
父親へのコンプレックスは払拭した素振りを見せはするが、内心では認められたいという思いを常に持ちつづける。ヴォイジャーではトゥヴォックに次ぐ４番目の地位にあり、上位二人が船を空けているときは、副長代理を任されることもある。
階級は当初は中尉(シーズン1初期のみ大尉、後に修正？され中尉に固定)で、規約に違反した罪で少尉に降格された後、反省が認められて中尉に戻る等、マイケル・バーナムが登場するまでは階級が上下するシリーズ唯一のレギュラーキャラクターであった。
なおチャコティなどのマキ構成員とは異なり、臨時ではなく宇宙艦隊の正式な階級を与えられている。
U.S.S.ヴォイジャーではパイロットとして活躍するだけでなくホログラム作家として数多くの作品を制作。地球までの長い航路の中で多くの乗員がトムのホロデッキを楽しんだ。
シリーズ終了から20年を経て、ヴォイジャー帰還から約3年後の『スタートレック:ローワー・デッキ』シーズン２-3話(永遠のトム・パリス)にゲスト出演、正式に宇宙艦隊に復隊し大尉に昇進している様子が描かれている。
『スタートレック：ピカード』のシーズン1、2に登場する案があったが、演者のスケジュールが合わず立ち消えになった。

### 階級
- 2381年　宇宙艦隊所属(大尉)
- U.S.S.ヴォイジャー　操舵士官兼医療助手（命令違反により少尉へ降格。その後中尉に復帰）
- U.S.S.ヴォイジャー　操舵士官兼医療助手（中尉）
- U.S.S.ヴォイジャー　ミッションオブザーバー（階級なし）
- 2371年頃、ニュージーランド連邦刑務所にて服役
- マキ闘士
- 年代不明、宇宙艦隊を不名誉除隊
- U.S.S.エクセター　（中尉）

### プロフィール
- 姓 - パリス　（Paris）
- 名・中間名 - トーマス・ユージン　（Thomas Eugene[2]）
- 出身 - 地球
- 種族 - 地球人 いわゆる金髪白人である。
- 国籍 - 惑星連邦
- 職業 - 操舵士
- 階級 - 宇宙艦隊臨時中尉(シーズン1当初は大尉だったが、特に言及なく中尉に変更された)、なお第103話「水の惑星に消えた夢」(Thirty Days)にて勝手な行動を取ったことにより、少尉に降格処分されるが、第146話「聖域ユニマトリックス・ゼロ」にて中尉に復帰した。
- 家族
  - 父親　オーエン・パリス提督（ジェインウェイの元上官、パスファインダー・プロジェクトでヴォイジャーを探す）

### 操縦士として
操縦士としての腕は一流である。シャトルでの船外任務に出ることも多い。
スピード狂かつ正確な操縦技術を有する。長期にわたるデルタ宙域の航海において、それまでのクラス2シャトルとは異なる性能の優れた新しいシャトルが必要になり、パリスが設計し艦内の技術や資材を結集してデルタ・フライヤーが建造される。フライヤーの操縦機器はパリスの趣味が反映され、コンソールとは別に操縦桿やスイッチなどが取り付けられる。
人類初のトランスワープ航法を成し遂げる。
アルファ宇宙域への帰還後、トランスワープ航法時に爬虫類になった事も含め、一流の操縦士としての評判が艦隊内で周知されている(『スタートレック：ローワーデッキ』シーズン２-3話(永遠のトム・パリス)。

### プライベート
ベラナ・トレスとは恋愛関係となり、のちに結婚。ただし最初の結婚式は本当の彼らではなく、異星人が彼らをコピーしていた姿であった（112話「崩壊空間の恐怖」(Course: Oblivion)）。その後あらためて本当の結婚式も劇中に登場し（式にはデルタ・フライヤーも使われる）、最終回ではトレスが娘ミラルを出産する。
レトロ愛好家でもあり、20世紀の地球への造詣が深い。

## 俳優について
VOYの前番組『新スタートレック』（通称TNG）の119話「悲しみのアカデミー卒業式」(The First Duty)にも、マクネイルはロカルノ候補生という役で出演している（日本語吹替はDS9で二代目ベシアを演じた中村大樹）。これはロカルノ率いるウェスリー・クラッシャーが所属するチームが、卒業生を代表してのフライトパフォーマンスにおいて、禁止されている危険な編隊飛行を行ない学友を事故死させたというストーリーで、結局ロカルノは自主退学、ウェスリーは単位剥奪・留年となる（その後ウェスリーも別の理由で退学する）。このロカルノというキャラクターを元に作られたのが本作のトム・パリスである。なお、パリス提督の机には息子の写真が飾られているが、これはロカルノとして出演したときの写真の流用である。
同シリーズではTNG以降、レギュラー出演者が監督を務めるエピソードが時々作られている。マクネイルもこれに参加しており、彼が監督を務めたVOYのあるエピソードでは、パリスの出演はイントロのたった1カットのみとなっていた。